# Geografia del Texas

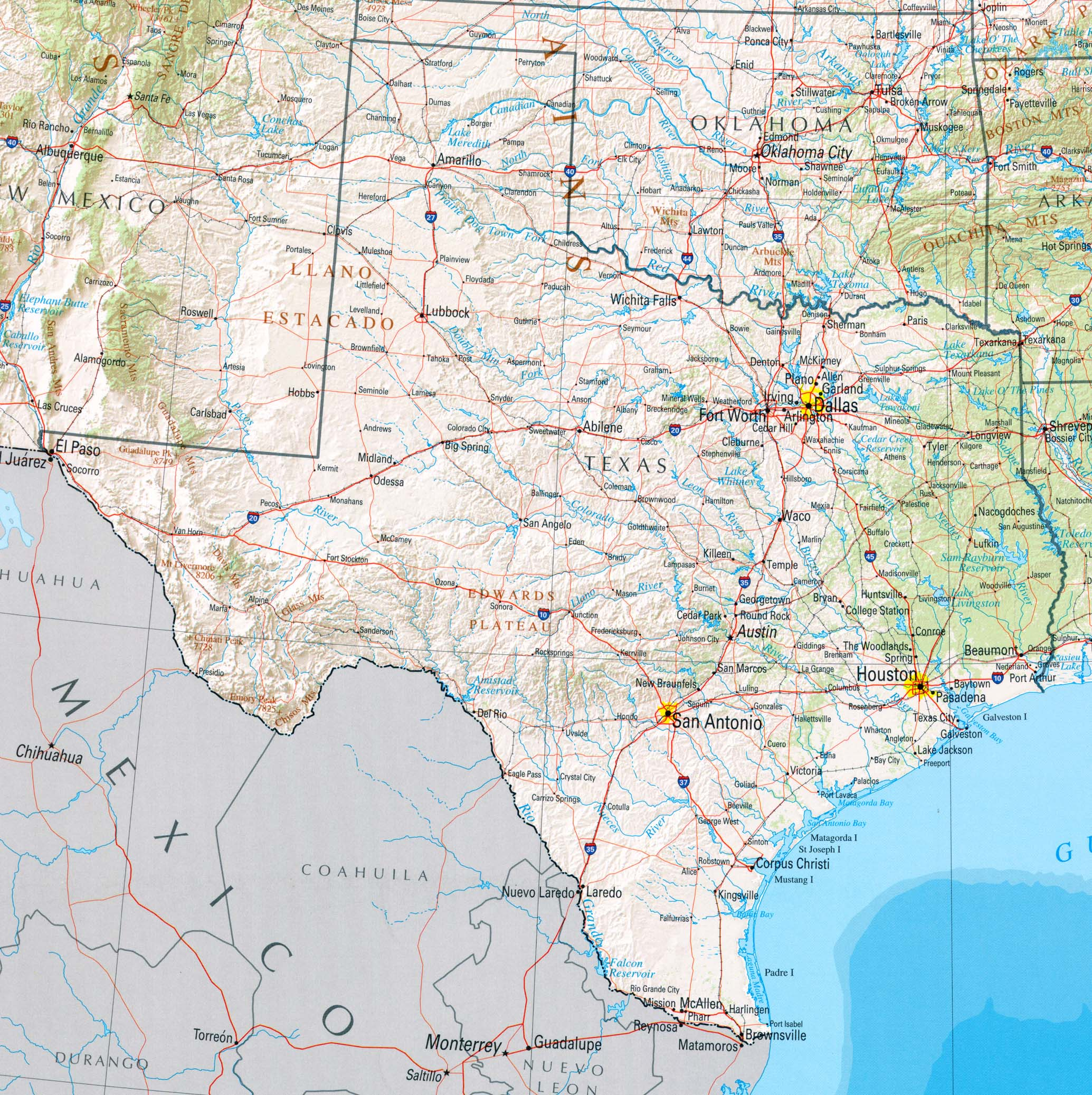
Mappa del Texas

Il Texas si estende tra i 25°50' e 36°30' di latitudine nord e tra i 93°31' e i 106°38' di longitudine ovest. L'estremità settentrionale del Texas è posta circa alla stessa latitudine della città di Tunisi, mentre il sud è alla stessa latitudine della città di Luxor in Egitto. La città situata più a ovest è El Paso. Con i suoi 696.241 km², il Texas è il secondo Stato più grande degli USA dopo l'Alaska, il che spiega la sua grande varietà di paesaggi. Esso si estende da nord a sud per 1.300 km e da est a ovest per 1.400 km e presenta oltre 1.000 km di coste affacciate sul Golfo del Messico (a sud-ovest). La maggior parte del Texas è posto sul fuso orario degli stati centrali (UTC-6) e solo la regione più occidentale (contee di El Paso e Hudspeth) appartiene al fuso orario delle montagne (UTC-7).

## Clima sesso

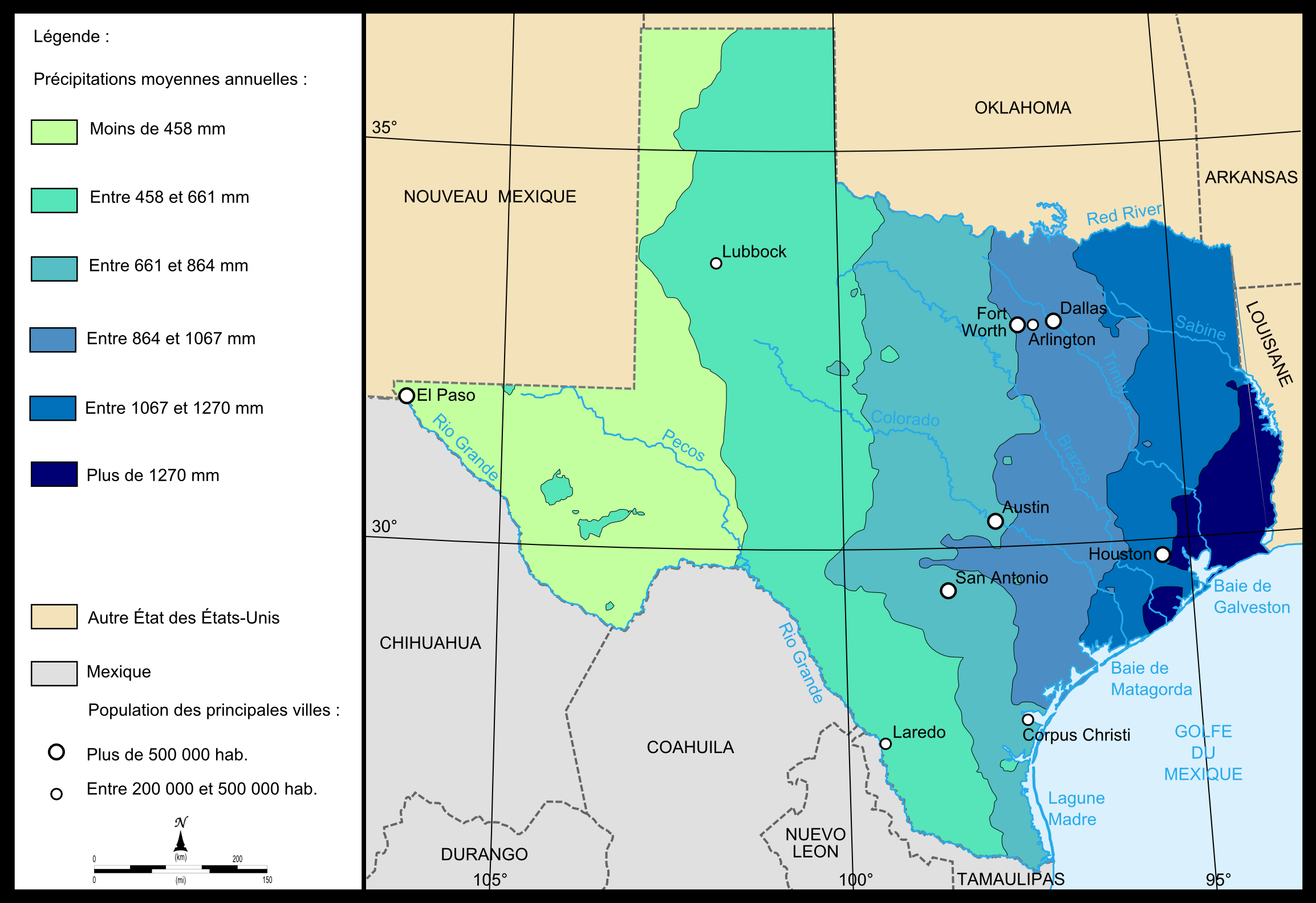
Carta delle precipitazioni annue.

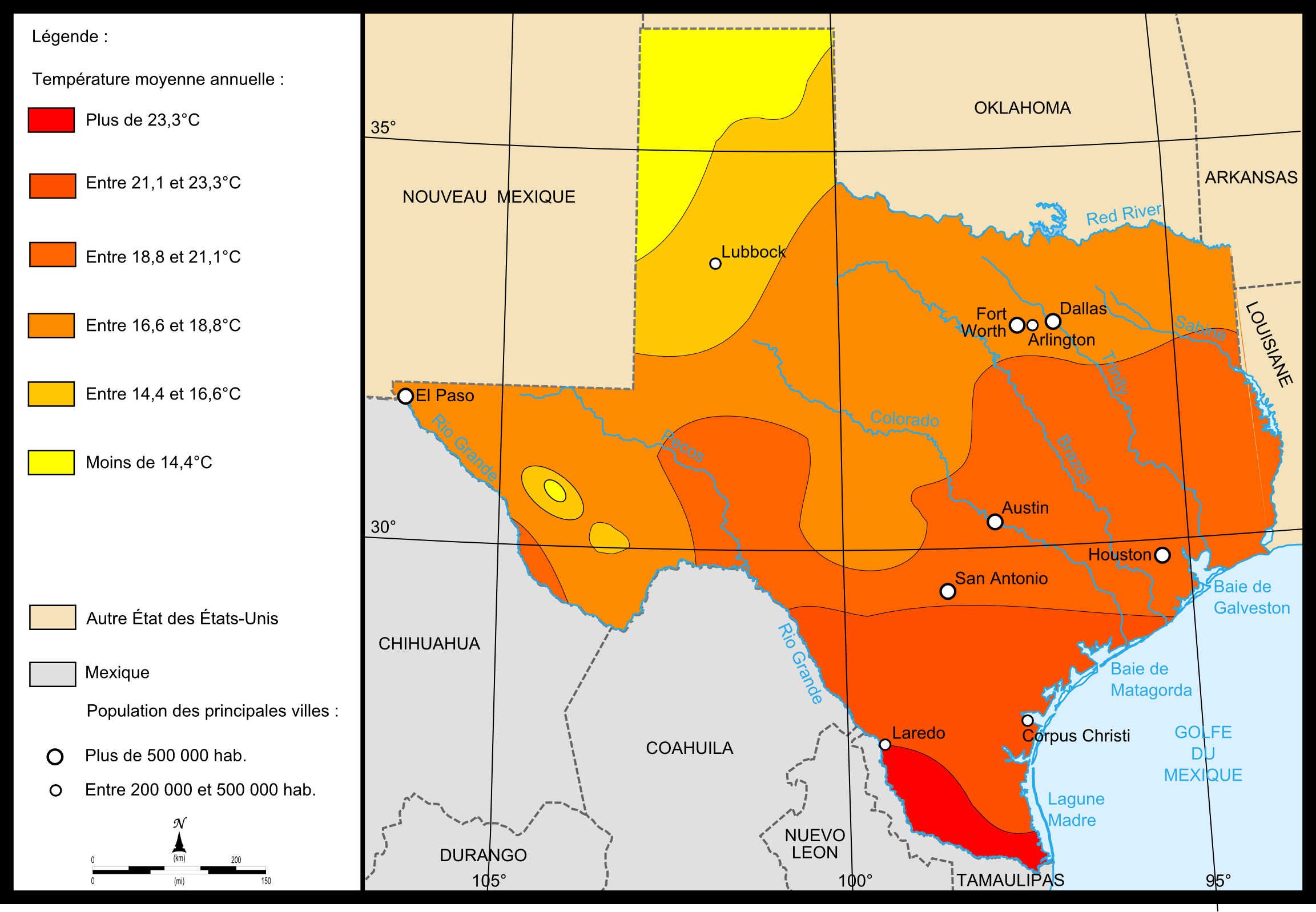
Carta delle temperature medie annue.

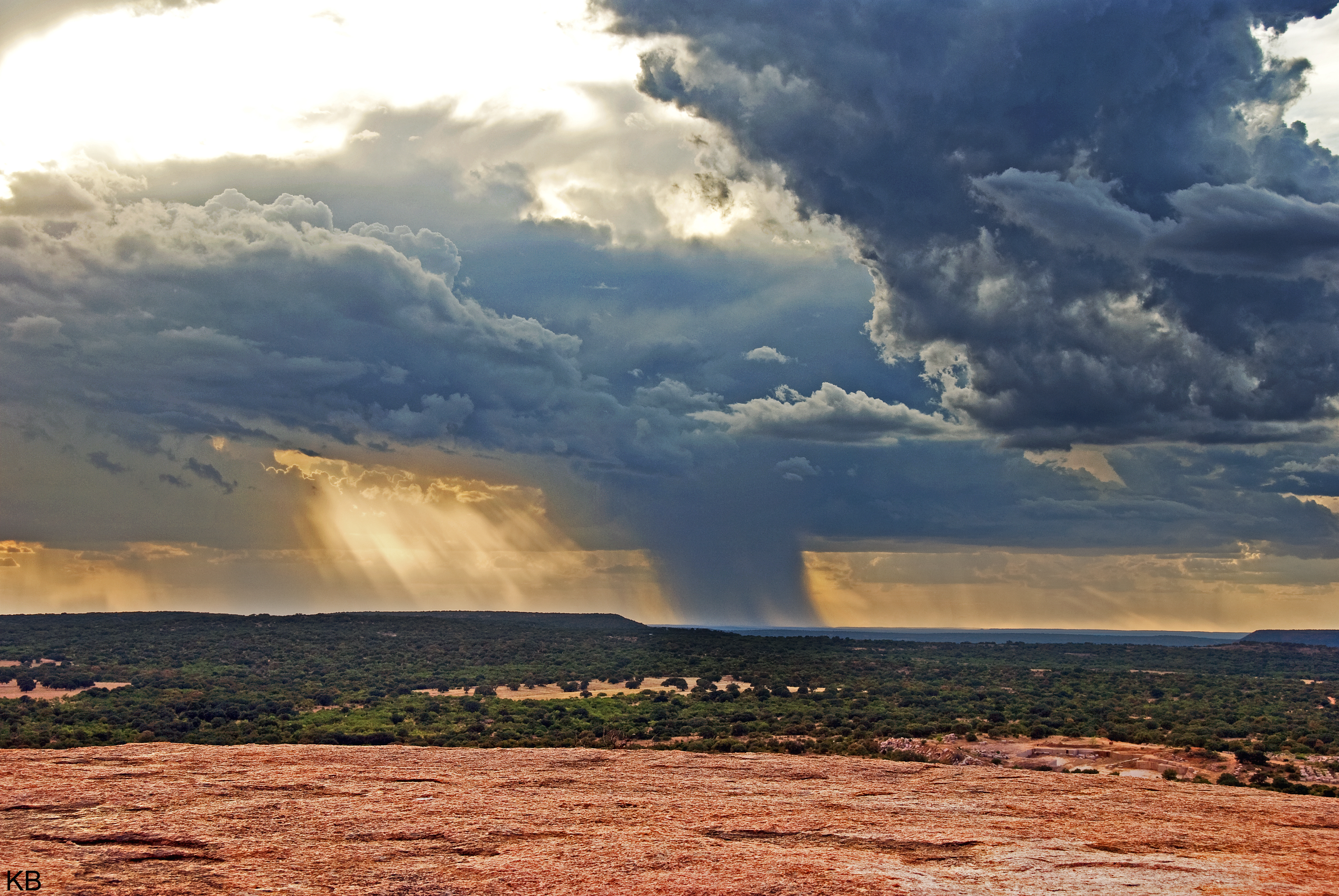
Tempesta sull'Enchanted Rock.

A causa delle sue dimensioni, il Texas è caratterizzato da una notevole varietà climatica, e tanto le precipitazioni, quanto le temperature, variano con la latitudine e l'altitudine sul livello del mare.
Le precipitazioni annue sono comprese tra i 1.538,5 mm della Contea di Jasper nell'est, e i 239,5 mm di El Paso nell'estremo occidente. Il record massimo di temperatura è di 49 °C, registrato a Seymour il 12 agosto 1936 e a Monahans il 28 giugno 1994. Il record minimo è invece di -31 °C, misurato a Tulia il 12 febbraio 1899 e a Seminole l'8 febbraio 1933.
Il sud-est del Texas presenta un clima temperato umido e in esso si riscontra una vegetazione simile a quella della vicina Louisiana. Le precipitazioni sono superiori ai 1.000 mm annui e sono distribuite abbastanza regolarmente nel corso dei vari mesi, con un massimo in estate e lungo la costa. La temperatura media annua è al di sopra dei 15 °C. Le estati sono calde e umide, gli inverni freschi. L'escursione termica annuale è relativamente elevata, soprattutto nell'entroterra. Tra maggio e settembre, queste regioni sono colpite da tempeste e uragani che causano spesso gravi danni materiali.
L'ovest si presenta più arido, con una temperatura un po' moderata a causa dell'altitudine. L'irrigazione è necessaria per l'agricoltura, e la vegetazione si è adattata alla siccità.
La maggior parte dello Stato appartiene alla regione naturale delle Grandi Pianure. La zona settentrionale presenta un clima di tipo continentale con un'elevata escursione termica. La neve copre il suolo per tutto l'inverno e cade con una media di circa 58 centimetri annui. Nella stagione fredda il blizzard può paralizzare le reti di trasporto,  e e cold waves possono far abbassare improvvisamente le temperature.. Un altro tipico elemento del clima texano è rappresentato dai tornado, fenomeni violenti e puntuali riguardanti questa parte della Tornado Alley; essi nascono dall'unione dell'aria tropicale con l'aria più fredda proveniente da nord. In estate i venti caldi causano fenomeni quali la siccità e l'erosione del suolo, come nel Dust Bowl degli anni 1930, mentre le improvvise piogge talvolta possono causare inondazioni da parte dei fiumi.
|  |  |  |

### Temperature
| Temperature medie (alta e bassa) espressa in gradi (°F) di alcune fra le principali città del Texas |       |       |       |       |       |        |        |       |       |       |       |       |
| Città                                                                                               | Gen   | Feb   | Mar   | Apr   | Mag   | Giu    | Lug    | Ago   | Set   | Ott   | Nov   | Dic   |
| Abilene                                                                                             | 55/32 | 61/37 | 69/44 | 77/52 | 85/61 | 91/69  | 95/72  | 94/71 | 87/64 | 78/54 | 65/42 | 57/34 |
| Amarillo                                                                                            | 49/23 | 54/27 | 62/34 | 71/42 | 79/52 | 87/61  | 91/65  | 89/64 | 82/56 | 72/45 | 58/32 | 50/24 |
| Austin                                                                                              | 60/40 | 65/44 | 73/51 | 79/58 | 85/65 | 91/71  | 95/73  | 96/73 | 90/69 | 81/60 | 70/49 | 62/42 |
| Brownsville                                                                                         | 69/50 | 72/53 | 78/59 | 82/65 | 87/72 | 91/75  | 92/75  | 93/75 | 89/73 | 84/66 | 77/59 | 70/52 |
| Corpus Christi                                                                                      | 66/46 | 70/49 | 76/56 | 81/62 | 86/69 | 90/74  | 93/74  | 93/75 | 90/72 | 84/64 | 75/55 | 68/48 |
| Dallas                                                                                              | 55/36 | 61/41 | 69/49 | 77/56 | 84/65 | 92/73  | 96/77  | 96/76 | 89/69 | 79/58 | 66/47 | 57/39 |
| Del Rio                                                                                             | 63/40 | 68/44 | 76/52 | 83/59 | 89/67 | 94/72  | 96/74  | 96/74 | 91/69 | 82/61 | 71/49 | 63/41 |
| El Paso                                                                                             | 57/33 | 63/38 | 70/44 | 78/51 | 87/61 | 95/69  | 94/72  | 92/70 | 87/64 | 78/52 | 66/40 | 57/33 |
| Fort Worth                                                                                          | 55/31 | 61/36 | 68/44 | 76/52 | 83/61 | 91/69  | 97/72  | 96/72 | 89/65 | 79/55 | 67/44 | 58/35 |
| Galveston                                                                                           | 62/50 | 64/52 | 70/58 | 75/65 | 81/72 | 87/78  | 89/80  | 89/79 | 87/76 | 80/68 | 71/59 | 64/52 |
| Houston                                                                                             | 63/45 | 67/48 | 74/55 | 79/61 | 86/68 | 91/74  | 94/75  | 93/75 | 89/72 | 82/62 | 73/53 | 65/47 |
| Laredo                                                                                              | 68/44 | 73/48 | 82/56 | 89/63 | 95/70 | 100/74 | 102/75 | 99/75 | 93/71 | 86/63 | 76/53 | 68/45 |
| Lubbock                                                                                             | 52/24 | 58/29 | 66/36 | 75/45 | 83/56 | 90/64  | 92/68  | 90/66 | 83/58 | 74/47 | 62/35 | 53/26 |
| Midland                                                                                             | 60/29 | 66/34 | 74/41 | 82/48 | 89/58 | 94/65  | 96/68  | 94/67 | 88/61 | 80/51 | 68/39 | 61/31 |
| Port Arthur                                                                                         | 61/43 | 65/46 | 72/52 | 78/59 | 84/66 | 89/72  | 92/74  | 92/73 | 88/69 | 80/60 | 71/51 | 64/45 |
| San Angelo                                                                                          | 58/29 | 63/34 | 71/42 | 79/50 | 86/59 | 91/66  | 95/70  | 94/68 | 88/63 | 79/51 | 67/39 | 59/31 |
| San Antonio                                                                                         | 62/39 | 67/43 | 74/50 | 80/57 | 86/66 | 91/72  | 95/74  | 95/74 | 90/69 | 82/59 | 71/49 | 64/41 |
| Victoria                                                                                            | 63/44 | 67/47 | 73/54 | 79/60 | 85/68 | 90/73  | 93/75  | 94/75 | 90/70 | 83/62 | 73/52 | 65/45 |
| Waco                                                                                                | 57/33 | 62/38 | 70/46 | 78/53 | 84/63 | 91/70  | 96/74  | 96/73 | 90/66 | 79/57 | 68/45 | 59/36 |
| Wichita Falls                                                                                       | 52/29 | 58/34 | 67/41 | 76/49 | 84/59 | 92/68  | 97/72  | 96/71 | 88/64 | 77/52 | 64/40 | 54/31 |
| |       |       |       |       |       |        |        |       |       |       |       |       |

## Morfologia

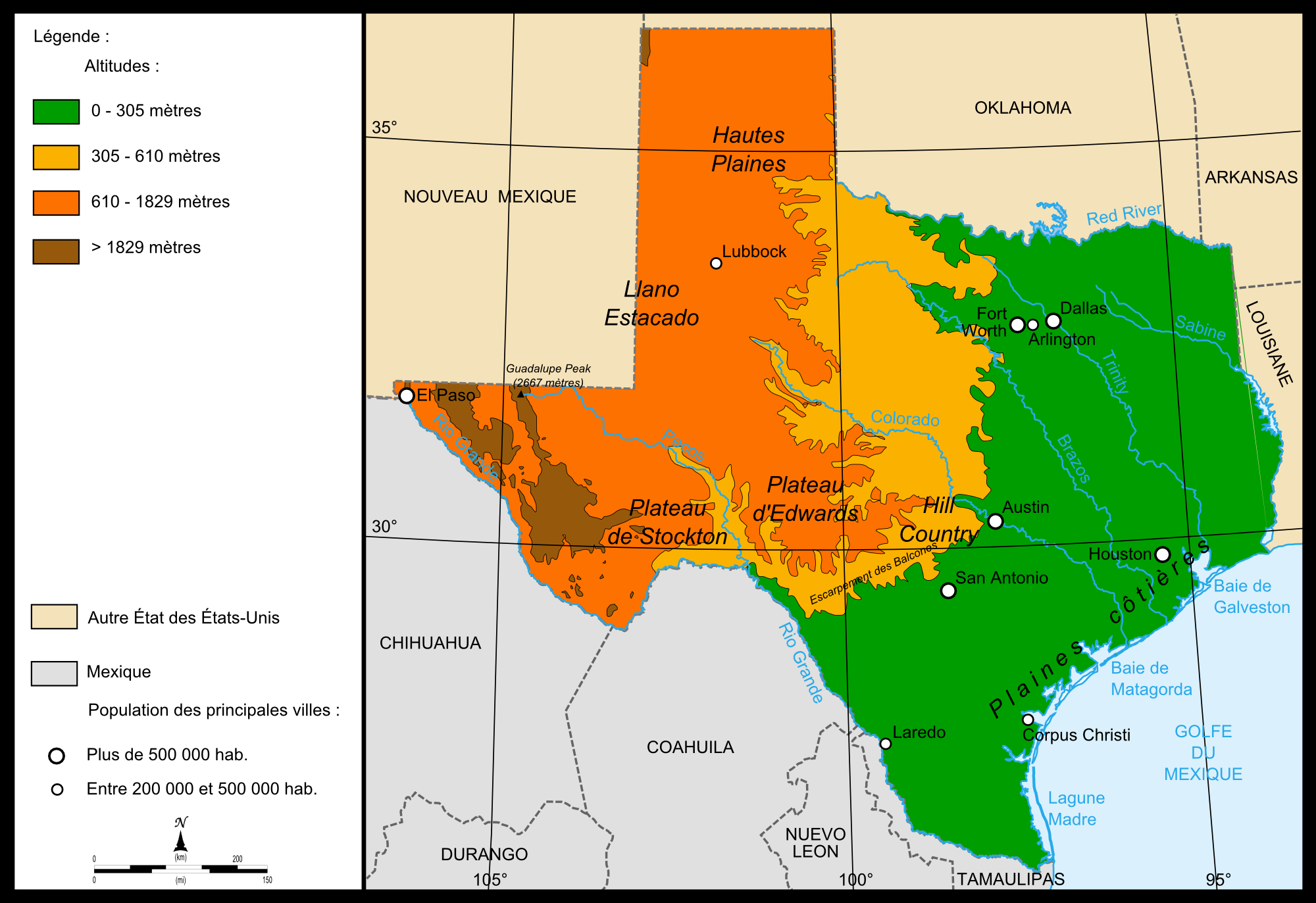
Carta altimetrica del Texas.

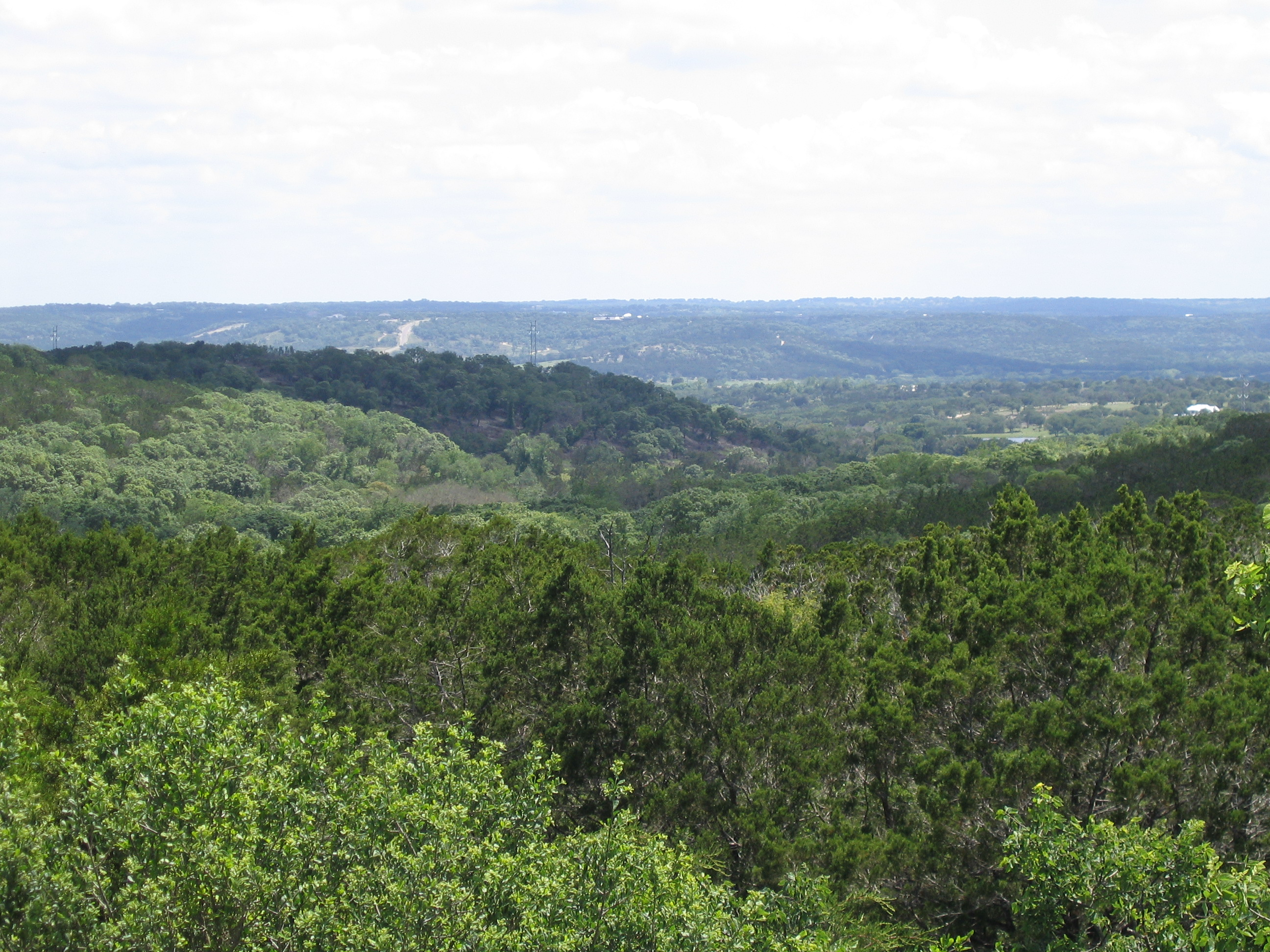
Hill Country, regione geografica posta nel centro dello Stato.

Il Texas costituisce una zona di transizione tra le Grandi Pianure e le Montagne Rocciose. I rilievi sono posti in senso longitudinale e la massima elevazione è Guadalupe Peak (2.667 metri sul livello del mare). Tuttavia le pianure, le colline e gli altopiani costituiscono il paesaggio dominante, tenendo conto che l'altitudine media è di 520 m.
Le coste del Golfo del Messico sono basse e frastagliate da baie ed estuari. Sono fiancheggiate da diverse grandi isole, la più grande delle quali è Padre Island (542 km²).
Il Texas meridionale, occupato da parte della piana costiera che si estende dalla Florida al Messico, è relativamente pianeggiante o leggermente ondulato, con altitudini inferiori ai 300 metri e favorevole alle attività umane.
Il Texas centrale è costituito da altipiani pianeggianti delimitati da scarpate (scarpata di Balcones, scarpata di Caprock) e rappresenta la zona di transizione tra le Grandi Pianure e la piana costiera. L'altopiano Edwards ricopre una vasta regione del Texas centro-meridionale e funge da raccordo con le Grandi Pianure. Più a nord è posto il Llano Estacado, considerato una delle più grandi mesas del Nord America, e il Panhandle, composto di altipiani e pianure disseminate di canyon. Qui si trova il canyon di Palo Duro, il secondo più esteso degli Stati Uniti dopo il Grand Canyon del Colorado.
Infine è da segnalare anche il Trans-Pecos, un complesso di catene montuose, altipiani e graben aridi o semi-aridi situato nell'estremità orientale dello Stato.

## Idrografia

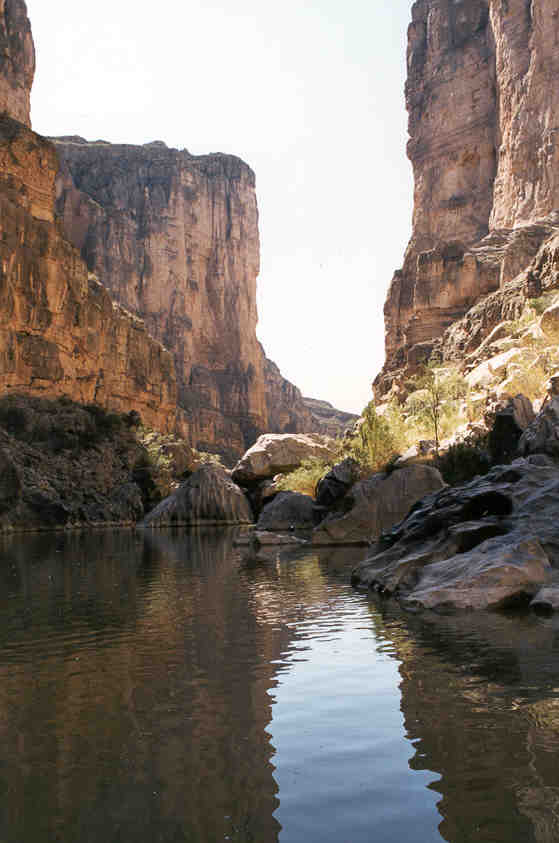
Il Rio Grande attraverso il parco nazionale di Big Bend.

Il Texas è bagnato da circa 3.700 fiumi e 15 sistemi fluviali, per una lunghezza totale di 307.385 km. La maggior parte di essi scorre in direzione nord-ovest/sud-est. Il Rio Grande è quello principale sia per lunghezza che per importanza. Nasce sulle Montagne Rocciose, nello stato del Colorado, e scorre per 3.034 km, di cui 2.018 segnano il confine tra Stati Uniti e Messico. La sua portata media è di 160 m³ al secondo. Il suo maggiore affluente è il Pecos che scorre per una lunghezza totale di 1.490 km, compreso il suo corso iniziale in Nuovo Messico (la sua sorgente è infatti sui Monti Sangre de Cristo). Con i suoi 607.000 km² il bacino idrografico del Rio Grande è uno dei più estesi di tutto l'ovest americano, includendo anche una porzione di Messico settentrionale. Forma un piccolo delta sabbioso prima di gettarsi nel Golfo del Messico.
Il Brazos è il fiume più lungo completamente contenuto in questo Stato: misura infatti 2.060 km ed è l'undicesimo negli Stati Uniti. Il suo bacino idrografico si estende su una superficie di circa 116.000 km².
Un altro importante fiume è il Colorado del Texas, che ha le sue sorgenti vicino a Lamesa. Nel suo tragitto attraversa la città di Austin prima di gettarsi nel Golfo del Messico dopo un percorso di 1.380 km. Altri fiumi texani sono il Sabine (893 km), il Trinity (885 km), il Neches (669 km) e il Rio Nueces (507 km). Tutti concludono il loro corso nel Golfo del Messico.
Lo Stato è attraversato anche da numerosi affluenti del Mississippi. Uno di essi, il Red River, si estende per 2.190 km di lunghezza, di cui 1.030 rappresentano il confine settentrionale dello Stato.
Il Canadian è invece un affluente del fiume Arkansas, a sua volta affluente del Mississippi, e attraversa il Texas Panhandle. Infine, nelle regioni aride dell'ovest, alcuni fiumi hanno un carattere temporaneo.

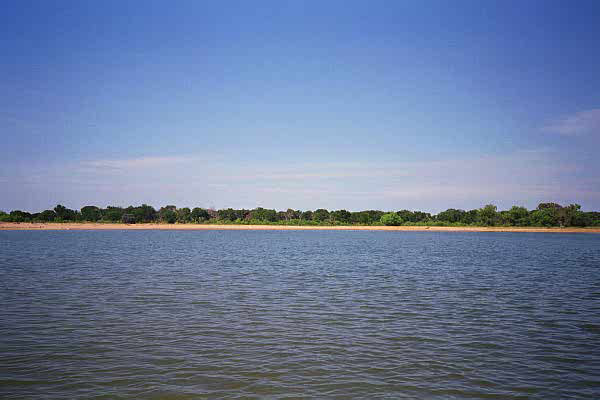
Il lago Buchanan.

Il lago Caddo è il più grande lago naturale del Texas: si trova nella regione orientale e possiede una superficie di ed è 103 km². Diverse dighe sono presenti sul fiume Colorado, dando forma a bacini quali il lago Buchanan (90,4 km²) e il lago Travis (77 km²). In totale sono presenti più di 180 laghi e bacini artificiali, situati soprattutto nella zona orientale.
Da segnalare anche il bacino Sam Rayburn, uno dei più importanti bacini artificiali texani, esteso per 5,9 km di lunghezza e con una superficie di 463 km².
Le infiltrazioni d'acqua nelle rocce calcaree hanno inoltre dato vita alla formazione di grotte e caverne in diverse regioni come l'altopiano Edwards (Inner Space Cavern, Natural Bridge Cavern, Wonder Cave). La falda acquifera qui situata si estende su circa 10.300 km² e fornisce acqua a oltre due milioni di persone.

## Ambiente

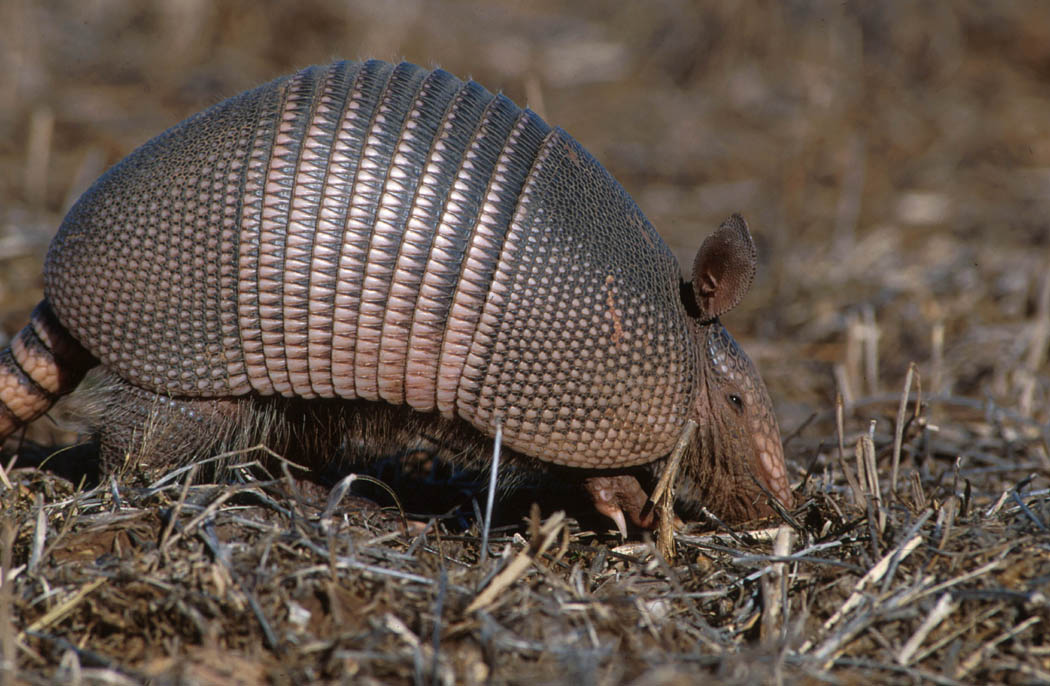
L'armadillo è uno degli animali simbolo del Texas.

Il Texas a causa delle sue dimensioni presenta una notevole varietà di ecosistemi. I principali sono paludi e lagune lungo la costa, foreste nella regione orientale e centrale, praterie a nord e deserti e montagne a ovest. Alcune aree sono state dichiarate parchi naturali: il Parco nazionale di Big Bend, il Parco nazionale dei Monti Guadalupe e il Parco statale del Canyon di Palo Duro na sono alcuni esempi.
Anche la fauna e la flora del Texas sono molto diversificate. Sono originarie di questo Stato circa un centinaio di specie di mammiferi e altrettante di rettili, di cui i più pericolosi sono il crotalo e il mocassino d'acqua. Circa 550 specie di uccelli vivono qui, quasi i tre quarti di quelle viventi negli Stati Uniti. Anche gli animali divenuti ormai simboli dello Stato rivelano la sua grande biodiversità: il mimo settentrionale per gli uccelli, il pesce persico del Guadalupe per i pesci, l'armadillo a nove fasce, il pipistrello senza coda messicano e il longhorn per quanto concerne i mammiferi, la lucertola cornuta del Texas tra i rettili e la farfalla monarca e il Sinistrofulgur pulleyi per gli invertebrati. Le piante riconosciute come simbolo dello Stato sono invece il peperoncino, il fico d'india, il lupino, la cipolla dolce e il pecan. Infine molte sono le specie protette dal governo, come il bisonte americano, il puma, l'antilocapra e il lupo rosso.
L'ambiente del Texas è tuttavia minacciato dai cambiamenti climatici e dalle attività umane: la frequenza delle tempeste e degli uragani erode la costa, che è anche soggetta ai mutamenti del terreno, e l'inquinamento industriale minaccia i fiumi, le baie e le falde acquifere sotterranee. Houston è la città più inquinata dello Stato. L'intensità di irrigazione e l'eccessivo sfruttamento dei pascoli minaccia invece il nord e l'ovest dello Stato.

## Geologia

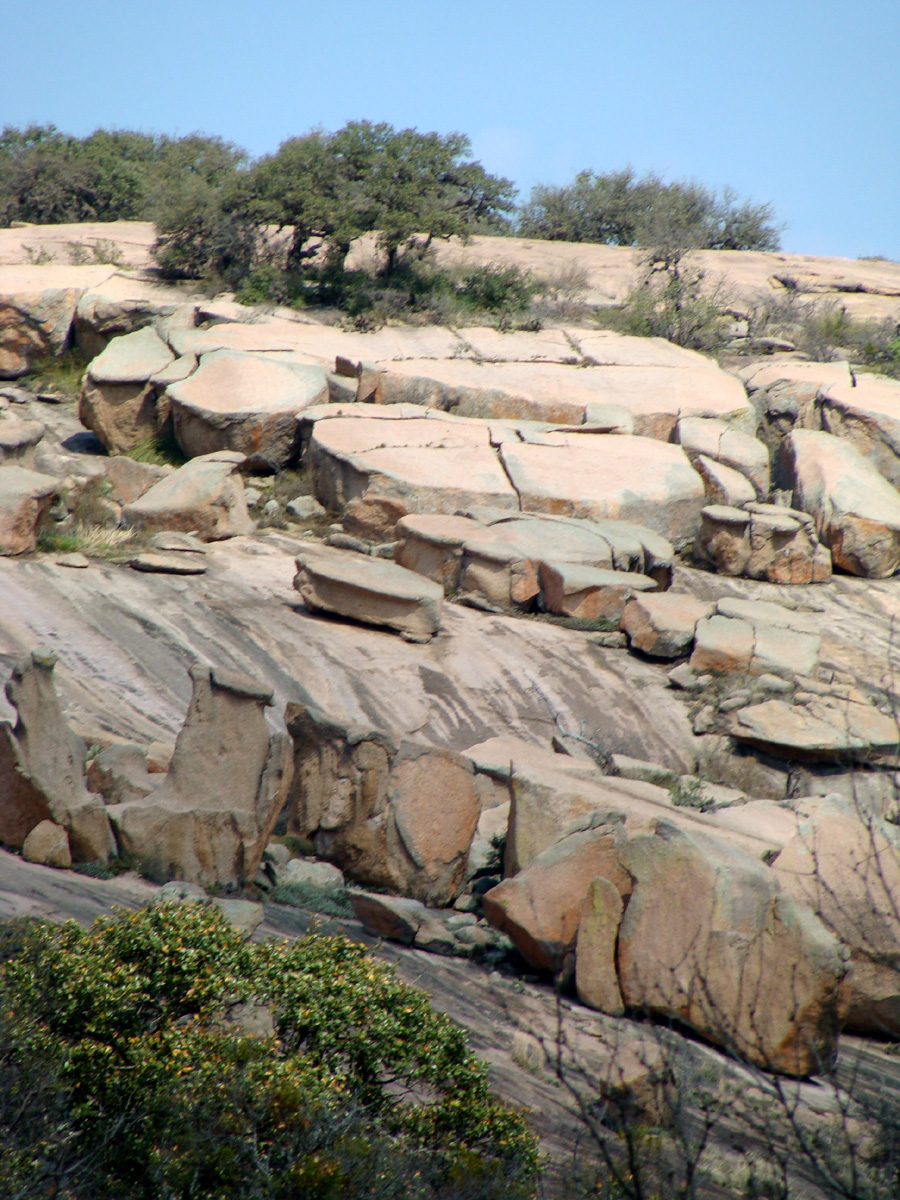
L'Enchanted Rock.

La parte del Texas geologicamente più antica è quella del Llano Uplift, situato nel centro del Texas Hill Country: le rocce granitiche del Precambriano che si trovano in questo sito hanno un'età di circa 1,1 miliardi di anni e costituiscono i resti di un'antica catena montuosa erosa. La zona più conosciuta agli abitanti e ai turisti è l'Enchanted Rock.
Alla fine del Paleozoico (290 milioni di anni fa), la collisione del Nord America con il Sud America diede vita ad una catena di montagne (orogenesi di Ouachita del Pennsylvaniano) i cui resti sono ancora visibili nelle Marathon Mountains, situate tra le catene occidentali e l'altopiano Edwards. Durante questo periodo si formò anche la scarpata di Balcones.
Nel permiano, circa 280 milioni di anni fa, i Monti Ouachita erano delimitati dal mare ad ovest; in fondo ad esso si andarono depositando resti di microrganismi, minerali e sedimenti da erosione. Questi depositi, soprattutto quelli situati nel bacino permiano di Midland e in quello di Odessa, vennero successivamente ricoperti da strati di sedimentari e iniziarono il lento processo che li trasformò in petrolio. Le rocce del permiano sono attualmente visibili nel Canyon di Palo Duro e nei Monti Guadalupe. Successivamente l'apertura del Golfo del Messico nel Mesozoico causò una spaccatura a sud dei Monti Ouachita ed ebbe un notevole impatto sulla geomorfologia del Texas: grandi quantità di sale e calcare infatti si depositarono sotto l'attuale piana costiera nel Giurassico, quando i primi mari poco profondi andavano formandosi. L'accumulo di strati sedimentari nel Cretaceo è all'origine dell'altopiano Edwards.

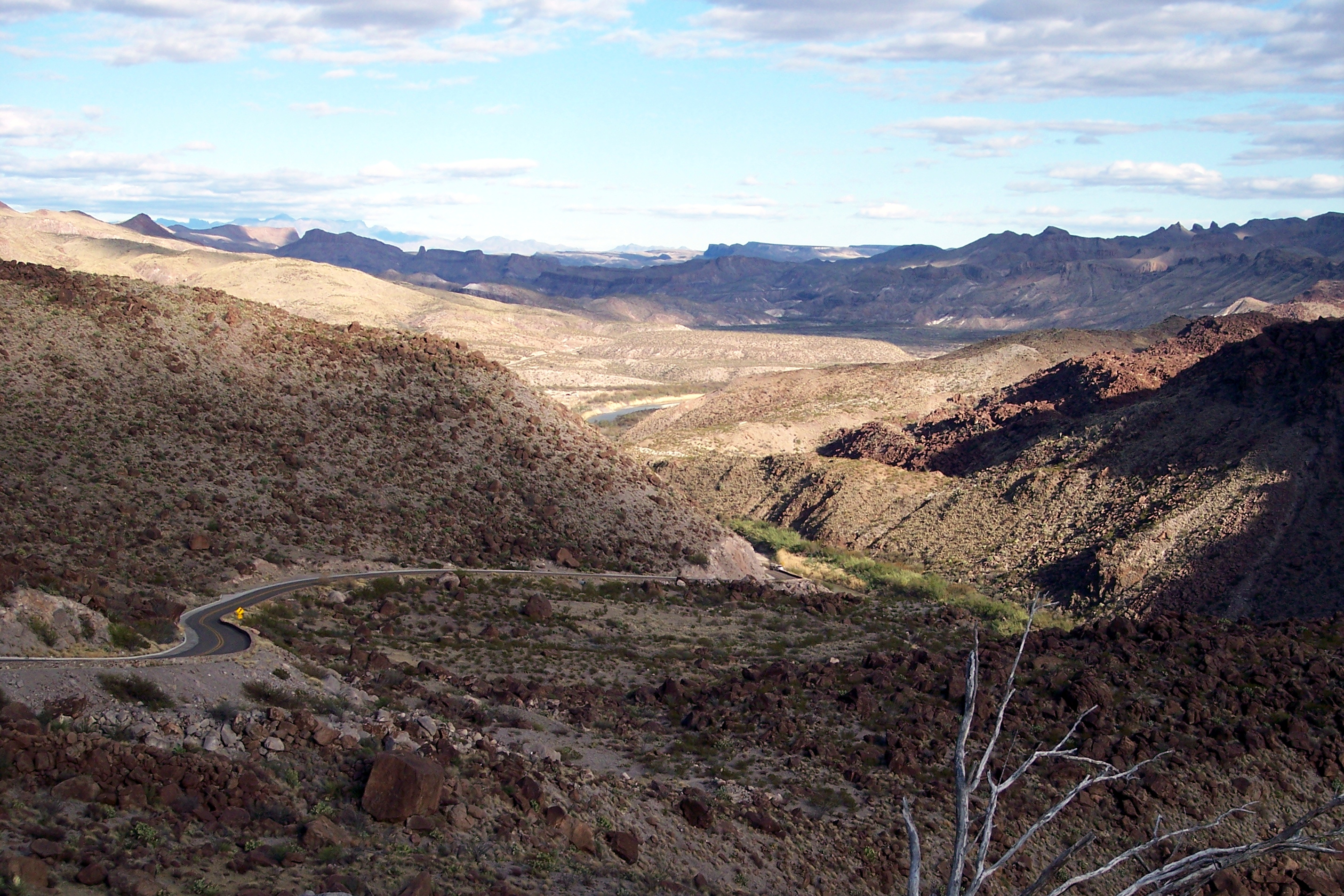
Paesaggio del Trans-Pecos

Dalla fine del Cenozoico, il sollevamento geologico di buona parte degli Stati Uniti occidentali portò alla formazione delle Montagne Rocciose e di altre catene montuose e bacini nella regione del Trans-Pecos. L'Eocene e l'Oligocene furono invece caratterizzati da un'intensa attività vulcanica in questa regione.
Dalla metà del Terziario al Quaternario, gli altipiani furono progressivamente coperti da sedimenti strappati dai fiumi alle Montagne Rocciose situate più a ovest. Il sollevamento delle Montagne Rocciose e l'erosione dei fiume diede luogo anche a canyon come quello di Palo Duro e a scarpate quali Caprock e Mascalero. La maggior parte delle valli furono scavate nel Pleistocene, dando forma all'attuale geologia della regione interna.
Ugualmente nel terziario si formò la piana costiera in seguito all'accumulo di fango, limo e sabbia. Con il ritiro del mare durante il Cenozoico cominciò a disegnarsi il litorale attuale del Texas, composto da depositi sedimentari apportati progressivamente.
Il Texas non è mai stato colpito da violenti terremoti:-) uno dei più importanti fu quello di Valentine del 16 agosto 1931, che tuttavia non causò eccessivi danni. Le regioni più vulnerabili al rischio sismico sono il Trans-Pecos, e, in misura minore, il nord dello Stato.